# Wang Khan
Togrul Khan (~1130-1203), conegut pel seu títol xinès de Wang Khan (xinès: 王汗, pinyin: Wáng Hàn, Rei Wang) i també com Ong Khan, fou kan dels kerait, una tribu mongola. Aquesta tribu professava el nestorianisme, però no és segur que fos el cas del mateix Togrul. Va tenir un paper important en l'ascensió de Genguis Kan com a cabdill unificador de les tribus mongoles.

## Fetes
Dues generacions abans de Genguis Kan, el kan keraït es deia Marguz (Marc, llatí Marcus) Buyuruk, i aspirava a l'hegemonia del Gobi Oriental que disputava amb els tàtars i els sobirans de Pequín; derrotat pels tàtars fou entregat als Jin i executat; la seva vídua es va venjar fent matar el kan dels tàtars.
Va deixar dos fills, Qurdjaquz (Ciríac) i Gur-khan; el primer fou el successor, i a la seva mort va pujar al tron el seu fill Togrul Khan que va haver de lluitar contra el seu oncle Gur-khan, que tenia el suport d'Inantx, kan dels naiman, que per un temps breu va aconseguir agafar el poder i fer fugir a Togrul, però aquest va retornar i va vèncer a Gur-khan amb el suport del cap mongol Yesugei, pare de Genguis Kan. El 1199, per compte de la cort dels Jin (jurchen) de Pequín, va derrotar els tàtars i fou el sobirà hegemònic de Mongòlia; la cort xinesa li va conferir el títol de rei (wang) i sota el doble títol xinès i turc de wang-khan és conegut a la historia.
Vers el 1175 Temujin (després Genguis Kan) va anar al riu Tula a fer homenatge al kan dels kerait, Togrul. Togrul recordava l'ajut del pare de Temujin en la guerra contra Gur-Khan, i el va acollir amb simpatia, i el jove mongol esdevingué vassall de Togrul. Un dia Temujin fou sorprès per una banda de mongols markit dirigits per un cap de nom Toqto'a-bäki (o Toktagha) i encara que va poder escapar, la seva dona Borte va ser feta presonera; llavors va obtenir l'ajut d'un cap mongol, Djamuqa de la tribu dels djadjirat, i naturalment del seu senyor Togrul dels kerait; els markit foren derrotats a la vora del Bu'ura, afluent del Selenga i van haver d'entregar a la presonera.
Quan els mongols van elegir com a kan a Temujin, amb el nom de Genguis Kan (1194) esdevingué l'igual de Togrul Khan, però va tenir cura de declarar-se altre cop el seu vassall fidel. Vers el 1198 Togrul Khan va fer la guerra als tàtars i Genguis Kan, com a vassall, el va acompanyar. Els tàtars de Buir Nor, agafats entre els Jin, els keraits i els mongols, van ser derrotats severament a la vora del riu Uldja, i el cap tàtar Megudjin-seultu va morir. Togrul va rebre el títol xinès de wang (rei o príncep), i des de llavors fou conegut a la història com a Wang Khan. Genguis també va rebre un títol de la cort xinesa dels Jin, però, com a vassall del wang, un seu títol fou de segon ordre.
A la primavera del 1196 Togrul fou enderrocat pel seu germà Erke-qara que tenia el suport d'Inantch-bilgä, kan dels naiman. Togrul va fugir cap al riu Tchu en terres dels kara khitai, als que va demanar ajut, sense èxit. Enfrontat al rei kara khitai va haver de sortir de la cort i va deambular pel Gobi i va acabar demanant ajut a Genguis Kan. Les forces d'aquest eren petites però el va acollir i li va donar de tot segons el seu rang. Un altre germà de Togrul, Djagambu, va anar a buscar ajut a la cort dels Jin, però Genguis Kan el va fer cridar al seu costat, i quan va tenir dificultats per creuar el territori markit, li va enviar una tropa per protegir-lo. Amb aquest ajut Erke-qara fou derrotat i Togrul va recuperar la direcció dels kerait.
Togrul o Wang Khan, segons la "Història secreta", no va reconèixer aquestos serveis: sense consultar a Genguis, va iniciar una expedició contra els markit, i va fer fugir al seu cap Toqto'a per la desembocadura del Selenga cap a la costa sud-est del Baikal; va matar un fill de Toqto'a i en va fer presoner un altre, així com un gran nombre de presoners i molt de bestiar i botí; contra les lleis de guerra Togrul no en va voler donar cap part a Genguis Kan. Aquest ho va passar per alt i com a fidel vassall el va acompanyar a una expedició contra els naiman on el kan Inantch-bilgä havia mort i els dos fills Taibuqa i Buyurug, s'havien repartit el territori. El primer governava sobre els clans de la plana, és a dir del costat dels llacs de la província de Kobdo, i el segon als districtes muntanyosos cap a l'Altai. El domini de Buyurug fou assolat per Togrul i Genguis Kan; Butyurug es va retirar cap al riu Urungu, perseguit fins al llac Kizilbach (segurament el llac Urungu on desaigua el riu Urungu) on finalment fou mort.
A l'any següent el lloctinent de Buyurzug, el general Koksegu Sabraq, va fer un inesperat contraatac a Bayidarah-betchir. Wang Khan (Togrul) va aixecar el campament sense prevenir a Genguis Kan que va haver de fer una perillosa retirada; una vegada més Genguis Kan, segons la "Història secreta", va deixar passar aquest acte i va restar un fidel vassall de Wang khan.
Llavors els naiman van envair el país kerait, i Djagambu (germà de Wang Khan) i Ilqa Sangun (fill de Wang Khan) van haver de fugir. Wang va cridar en ajut a Genguis Kan que li va enviar els seus «quatre grans guerrers» (dorben kulu'ud) és a dir a Boortchu, Muqali, Boroqul i Tchila'un, que van salvar al darrer moment a Ilqa Sangun, van expulsar els naiman de les terres kerait i van recuperar el bestiar agafat pels naiman.
Després d'aquesta campanya Wang Khan va fer una expedició contra els Tayitchi'ut que foren derrotats a la vora del riu Onon.
Els triomfs de Wang Khan sobre els naiman i el tayitchi'ut va alarmar molts clans i es va formar una coalició en la qual van entrar el qataqin, els saldji'ut, els dorben, els tàtars i els qongirat. Però el sogre de Genguis, el qongirat Dai Sechen, va alertar al seu gendre, i quan aquest se'n va assabentar, es va avançar i va derrotar els col·ligats prop del llac Buyur.
Poc després Wang Khan estava a punt de ser enderrocat per segona vegada, ara pel seu germà Djagambu; el complot fou descobert i Djagambu va fugir al país dels naiman, mentre tres còmplices seus, Elkutur, Kulbur i Arin-taize, foren executats.
Wang Khan actuava encara com a príncep principal de Mongòlia amb Genguis Kan de vassall fidel; contra aquesta preeminència es va aixecar el cap dels djadjirat, Djamuqa, en el qual van entrar també alguns clans mongols hostils a Genguis Kan, els tayitchi'ut, els qongirat, els iqiräs, els qörlas, els dörben, els qataqin, els sadji'ut, els markit, els oirat, els naiman i els tàtar; aquestes tribus reunides en assemblea (en gran kurialti) el 1201 a Alqui-bula, a la vora de l'Argun (curs inferior del Kerulen), van proclamar gurkhan (kan universal o emperador) de Mongòlia a Djamuqa.
La batalla decisiva es va lliurar a Koyitan. Genguis va rebre la decisiva ajuda de Wang Khan. Djamuqa es va haver de retirar cap al baix Argun.
El kan dels markit, Toqto'a, que havia estat expulsat per Wang Khan, va retornar de Transbaikàlia, i es va aliar a l'usurpador del tron naiman Buyurug, i junts van obtenir l'aliança dels dorben, restes dels tàtars, qataqin, i saldji'ut. Aquesta nova coalició va fer la guerra a Wang Khan i a Genguis Kan, però sense gaire èxit.
Genguis va demanar pel seu fill Djotchi la mà de la princesa Tcha'ur-baqi filla de Wang Khan però aquest li va refusar, Sembla que Wang, ja vell, volia acabar la seva vida en pau però fou forçat a la ruptura pel seu fill Ilqa o Nilqa conegut pel seu títol xinès de tsiang-kiun del que derivava la forma mongol sangun. Ilqa Sangun va aconsellar al seu pare de donar suport a la coalició formada per Djamuqa, que després de la seva derrota s'havia refugiat amb el kan kerait pels lligams que tenia precisament amb Ilqa. A aquest grup es va unir Altan-otchigin, l'hereu legítim de la reialesa que l'havia renunciat a favor de Genguis Kan.
El 1202 es va produir la ruptura entre mongols propis i els kerait. Genguis fou convidat a una reunió de reconciliació on havia de ser capturat, però la trampa fou descoberta i Genguis Kan se'n va escapar. El kerait i els seus aliats va iniciar llavors un atac, Genguis Kan es va retirar a la serralada de Maooundur i després cap a la muntanya Alan o Nga-lan, contrafort de la cadena del Khingan, prop del naixement del Khalkha-gol. La batalla decisiva es va produir poc després. Es van destacar Djurchedai noyan, cap del clan uru'ud i Quyikdar, cap del clan mangud, aquest darrer va ferir a Ilqa Sagun, però la superioritat numèrica d'aquestos va obligar a Genguis Kan a retirar-se en arribar la nit i poc després se li van unir les forces que dirigien el seu fill Ogodai (que va ser ferit) i els seus lloctinents Bo'ortchu i Boroqul. Va arribar a la desembocadura del Khalkha Gol al Buir Nor on vivien els qongirat, tribu de la dona de Genguis Kan; aquest va apel·lar als seus parents i fou acollit per la tribu que finalment es va passar al seu bàndol. Llavors va enviar un missatge a Wang Khan on li tirava en cara els serveis que li havia fet en el passat.
En poc temps la coalició contra Genguis Kan es va dissoldre i alguns caps planejaven ja l'assassinat de Wang Khan. Aquest se'n va assabentar i va atacar als conspiradors (Daaritai, Qutchar, Altan i Djamuqa) i els va obligar a fugir; es van refugiar amb els naiman, excepte Daaritai que va anar a trobar a Genguis i es va posar al seu costat.
La tardor del 1203 Genguis va sortir del Baldjuna cap a l'Onon per iniciar l'ofensiva. Va enviar al seu germà Qassar a Wang Khan per demanar un tractat que en realitat ja no volia, només pretenia mantenir-lo confiat. Mentre Wang Khan enviava a Genguis Kan sang de bou (que servia per al jurament de lleialtat) el kan mongol feia una marxa secreta pel darrere i sorprenia als kerait a la muntanya Djedje'er-undur entre les fonts del Tula i del Kerulen. Destruïdes les forces kerait, Genguis Kan va sortir triomfant.
Wang Khan i el seu fill Ilqa Sangun van fugir cap a l'oest al país dels naiman on Wang Khan fou mort per un oficial de nom Qorisubatchi, que no el va reconèixer. Ilqa Sangun va poder fugir i creuar el Gobi, va portar una vida de bandit a la frontera del regne dels Si-Hia a la zona d'Etsin Gol i va acabar mort obscurament a Kutcha amb els uigurs. Els kerait es van sotmetre a Genguis Kan i foren repartits entre les diverses tribus mongoles.